# ITunes Live: London Festival '09 (Kasabian)
iTunes Live: London Festival '09 è un EP dei Kasabian pubblicato il 27 luglio 2009 su iTunes. Contiene sei tracce dall'esibizione della band all'iTunes Festival tenutosi a Londra nel 2009.

## Tracce
1. Empire – 4:10
2. Where Did All the Love Go?/Swarfiga – 6:49
3. Fire – 4:15
4. Fast Fuse – 4:05
5. Club Foot – 4:46
6. L.S.F. – 9:28

## Formazione
- Tom Meighan – voce
- Sergio Pizzorno – voce, chitarra solista; sintetizzatore in Swarfiga
- Chris Edwards – basso
- Ian Matthews – batteria
- Jay Mehler – chitarra ritmica
- Ben Kealey – tastiera, sintetizzatore, cori
- Gary Alesbrook – tromba